# 范布倫縣 (愛阿華州)
范布倫縣（英語：Van Buren County）是美國愛荷華州東南部的一個縣，南鄰密蘇里州。面積1,271平方公里。根據美國2000年人口普查，共有人口7,809人。縣治基奥索夸（Keosauqua）。
建於1836年12月7日，以紀念當時的副總統（後來當選總統）的馬丁·范布倫。